# عقدة (تشريح)
العُقدة أو عُقدة عصبية (بالإنجليزية: Ganglion)‏ هوَ مُصطلح تشريحي يَدل على تَجمُع من الخَلايا العَصبية أو تَجمع أجسام الخلايا العَصبية الموجودة في الجِهاز العَصبي الذاتي، حيث تتواجد أجسام الخَلايا العَصبية الورادة في العُقدة.

## التَركيب
تَتكون العُقد من أجسام وَزوائِد الخَلايا العَصبية المُتصلة، حيثُ غالباً ما تتصل العُقد مع بعضها البَعض لِتكون نِظام مُعقد من العُقد يُسمى الضَفيرة (Plexus). تُوفر العُقد نُقاط تواصل وترحيل عَصبية بينَ الهياكل العَصبية المُختلفة في جسم الإنسان مِثل الجِهاز العَصبي المَركزي وَالجِهاز العَصبي المُحيطي.
يُوجد في الفقاريات ثَلاثة أنواع رئيسية من العُقد وهيَ:
- عُقد الجذر الظهراني[7] (تُعرف أيضاً بالعُقد النُخاعية) حيثُ تحتوي على أجسام الخَلايا العَصبية الوارِدة.
- عُقد عَصبية قِحفِية[8] حيثُ تحتوي على أجسام الخَلايا العَصبية القِحفِية.
- عُقد مُستَقِلِيَّة[9] حيثُ تَحتوي أجسام الخَلايا العَصبية الذاتِية.

في الجِهاز العَصبي الذاتي تُعرف الألياف التي تَربط بين الجهاز العَصبي المَركزي والعُقد بِالألياف الساِبقة للعُقد، أما الألياف من العُقد إلى العُضو المُتأثر فتعرف بِالألياف التالية للعُقد.

### عقد قاعِدية
يُستخدم مُصطلح عُقدة وحده مَع الجِهاز العَصبي المُحيطي، أما في الدِماغ الذي يُعتبر جُزءاً من الجِهاز العَصبي المَركزي فَيستَعمل مُصطلح العُقد القاعِدية أو الأنوية القاعِدية، والتي تُعرف على أنها مَجموعة من الأنوية المُرتبطة بِجذع الدماغ وَالمِهاد وَالقِشرة المُخية وَتقوم بعدة وِظائف مِنها التَحكم في الحَركة والإداراك والعواطف والتَعلم.
وَلِتجنب عن هذا الالتباس الحاصِل في التَسمية، يُوصي ترمينولوجيا أناتوميكا باستخدام مُصطلح الأنوية القاعِدية بدلاً من العُقد القاعِدية.

### عُقد كاذبة
العُقد الكاذِبة تَحتوي على ألياف عَصبية فَقط، فهيَ لا تحتوي على أجسام الخَلايا العَصبية، وَتُوجد في العَضلة المُدورة الصَغيرة وَفي العَصب الكُعبري[بحاجة لمصدر]

## المَراجع
1. ↑  نموذج تأسيسي في التشريح، QID:Q1406710
2. ↑  محمد هيثم الخياط (2009). المعجم الطبي الموحد: إنكليزي - فرنسي - عربي (بالعربية والإنجليزية والفرنسية) (ط. الرابعة). بيروت: مكتبة لبنان ناشرون، منظمة الصحة العالمية. ص. 585. ISBN:978-9953-86-482-2. OCLC:978161740. QID:Q113466993.
3. ↑  وليد عبد الغني كعكة (2006). معجم مصطلحات علوم الحشرات والإدارة المتكاملة للآفات: الآفات الحشرية الزراعية و الطبية و البيطرية - إنجليزي - عربي. مطبوعات جامعة الامارات العربية المتحدة (87) (بالعربية والإنجليزية) (ط. 1). العين: جامعة الإمارات العربية المتحدة. ص. 516. ISBN:978-9948-02-125-4. OCLC:1227861266. QID:Q125602383.
4. ↑  Sadava، David؛ Heller، H. Craig؛ Orians، Gordon H.؛ Purves، William K.؛ Hillis، David M. (2008). Life: The Science of Biology (ط. 8th). W. H. Freeman. ص. 943. ISBN:9780716776710.
5. ↑  "ganglion" في معجم دورلاند الطبي
6. ↑  Brodal، Per (2010). The Central Nervous System. Oxford University Press. ص. 5. ISBN:9780195381153. مؤرشف من الأصل في 2020-01-25. In the CNS, such a group is called a nucleus and in the peripheral nervous system (PNS), a ganglion.
7. ↑  المُعجم الطبي، الإصدار الثاني، تَرجمةDorsal root ganglia.
8. ↑  المُعجم الطبي، الإصدار الثاني، تَرجمةCranial nerve ganglia.
9. ↑  المُعجم الطبي، الإصدار الثاني، تَرجمةAutonomic ganglia.
10. ↑  "UNSW Embryology- Glossary G". مؤرشف من الأصل في 2007-12-14. اطلع عليه بتاريخ 2008-01-13.
11. ↑  "pseudoganglion". TheFreeDictionary. مؤرشف من الأصل في 2017-07-02. اطلع عليه بتاريخ 2014-02-02.
12. ↑  Gitlin، G. (أكتوبر 1957). "Concerning the gangliform enlargement (pseudoganglion) on the nerve to the teres minor muscle". Journal of Anatomy. ج. 91 ع. 4: 466–70. PMC:1244902. PMID:13475146.